# Marc Planus
Marc Planus (* 7. März 1982 in Bordeaux) ist ein ehemaliger französischer Fußballspieler.

## Karriere
Planus' Profikarriere begann im Sommer 2001 in seiner Heimatstadt Bordeaux. Jedoch wurde er erst in der folgenden Saison das erste Mal eingesetzt. Sein Debüt für die Hafenstädter hatte er am 9. November 2002 beim Ligaspiel gegen Stade Rennes. Seitdem ist er fester Bestandteil im Team der Dunkelblauen. Zuvor durchlief er bereits die Jugendmannschaften von Girondins und wurde im Nachwuchsinternat Le Haillan ausgebildet. Erst nach fünf Spielzeiten für Girondins konnte Planus seinen ersten Treffer in der Ligue 1 erzielen. Der aktuelle Vertrag des Innenverteidigers ist bis 2011 gültig.
Im Mai 2010 benannte Nationaltrainer Raymond Domenech Marc Planus für das französische Weltmeisterschaftsaufgebot. Im Vorbereitungsmatch gegen Tunesien am 31. Mai kam der Abwehrspieler zu seinem ersten A-Länderspiel für die Bleus.

## Erfolge
- Französischer Meister: 2009
- Französischer Ligapokalsieger: 2007, 2009
- Gewinner der Trophée des Champions: 2008, 2009